# Ren'Py
 Ren'Py Visual Novel Engine là một engine phần mềm tự do, góp phần đơn giản hoá cho quá trình phát triển visual novel (một hình thức kể chuyện thông qua máy tính). Ren'Py là 1 cách chơi chữ của ren'ai (恋愛 (Luyến ái)) trong tiếng Nhật có nghĩa là 'yêu đương' (yếu tố chung của các trò chơi được tạo ra bằng Ren'Py) và Python (ngôn ngữ lập trình mà Ren'Py sử dụng). Ren'Py đã chứng tỏ sức hấp dẫn với những 'người có sở thích' trong cộng đồng nói Tiếng Anh; hơn 1.000 game được tạo ra bằng Ren'Py engine, gần như tất cả đều dùng Tiếng Anh.

## Tính năng
Ren'Py có khả năng tạo các câu chuyện phân nhánh, hệ thống save file, lăn lùi (rollback) về thời điểm trước nào đó trong câu chuyện, nhiều hiệu ứng chuyển cảnh khác nhau, DLC, v.v. Engine này cũng cho phép 'hồi phát phim chiếu' (movie playback) cho toàn màn hình hoặc chiếu phim trong sprite hoạt họa, làm hoạt họa bằng engine (sử dụng "Animation and Translation Language" dựng sẵn, viết tắt là ATL, nghĩa là Ngôn ngữ Hoạt họa và Dịch chuyển), và tùy chỉnh các thành phần UI thông qua "Screen Language" (Ngôn ngữ Màn hình). Kịch bản Ren'Py có cú pháp theo phong cách kịch bản phim, và cũng có thể chứa cả các khối mã Python để giúp 'người dùng cao cấp' thêm các tính năng mới cho riêng mình. Ngoài ra còn nhiều công cụ được kèm trong bản phân phối engine để làm tối nghĩa mã lệnh trong kịch bản game và đóng tập tích sản trò chơi (game asset) vào 'file lưu trữ' nhằm giảm thiểu vi phạm bản quyền.
Ren'Py được xây dựng trên Pygame, và pygame thì được xây dựng bằng Python trên SDL. Ren'Py SDK được hỗ trợ chính thức trên Windows, Linux, và macOS các phiên bản gần đây; và có thể được cài đặt thông qua các trình quản lý gói của các bản phân phối Linux Arch Linux, Ubuntu, Debian và Gentoo (trong overlay thử nghiệm). Ren'Py có thể xây dựng các trò chơi cho Windows, macOS, Linux, Android, OpenBSD, iOS., và cả HTML5 (bằng Web Assembly).

## Đón nhận
Vài cơ quan thông tấn như Indie Games Plus, MakeUseOf và The Guardian đã khuyến nghị sử dụng Ren'Py làm 'engine chế tác trò chơi điện tử'. Nó còn được sử dụng làm phương tiện giảng dạy chế tác game trong các lớp học tại Trường Nghệ thuật Carnegie Mellon, và làm phương tiện cho môn học tri tạo thông tin tại Đại học West Georgia.

## Tác phẩm nổi bật
- Analogue: A Hate Story [en]
- Butterfly Soup [en]
- Coming Out on Top [en]
- Doki Doki Literature Club!
- Katawa Shoujo [en]
- Ladykiller in a Bind [en]
- Long Live the Queen [en]